# Норт Фридом (Висконсин)
Норт Фридом (енгл. North Freedom) град је у америчкој савезној држави Висконсин.

## Демографија
По попису из 2010. године број становника је 701, што је 52 (8,0%) становника више него 2000. године.
| Група             | 2000.       | 2010.       |
| Белци             | 631 (97,2%) | 673 (96,0%) |
| Афроамериканци    | 0 (0,0%)    | 1 (0,1%)    |
| Азијати           | 0 (0,0%)    | 3 (0,4%)    |
| Хиспаноамериканци | 7 (1,1%)    | 18 (2,6%)   |
| Укупно            | 649         | 701         |